# 卡莉·弗里尔斯
卡莉·本内特·弗里尔斯（英語：Carleigh Bennett Frilles；2002年4月11日—），菲律宾和美国女子足球运动员，司职中场或前锋，目前效力于弗吉尼亚大学公羊队和菲律宾国家女子足球队。她曾代表菲律宾参加2022年亚足联女子亚洲杯和2023年国际足联女子世界杯等多场国际赛事。